# Hydrocultuur

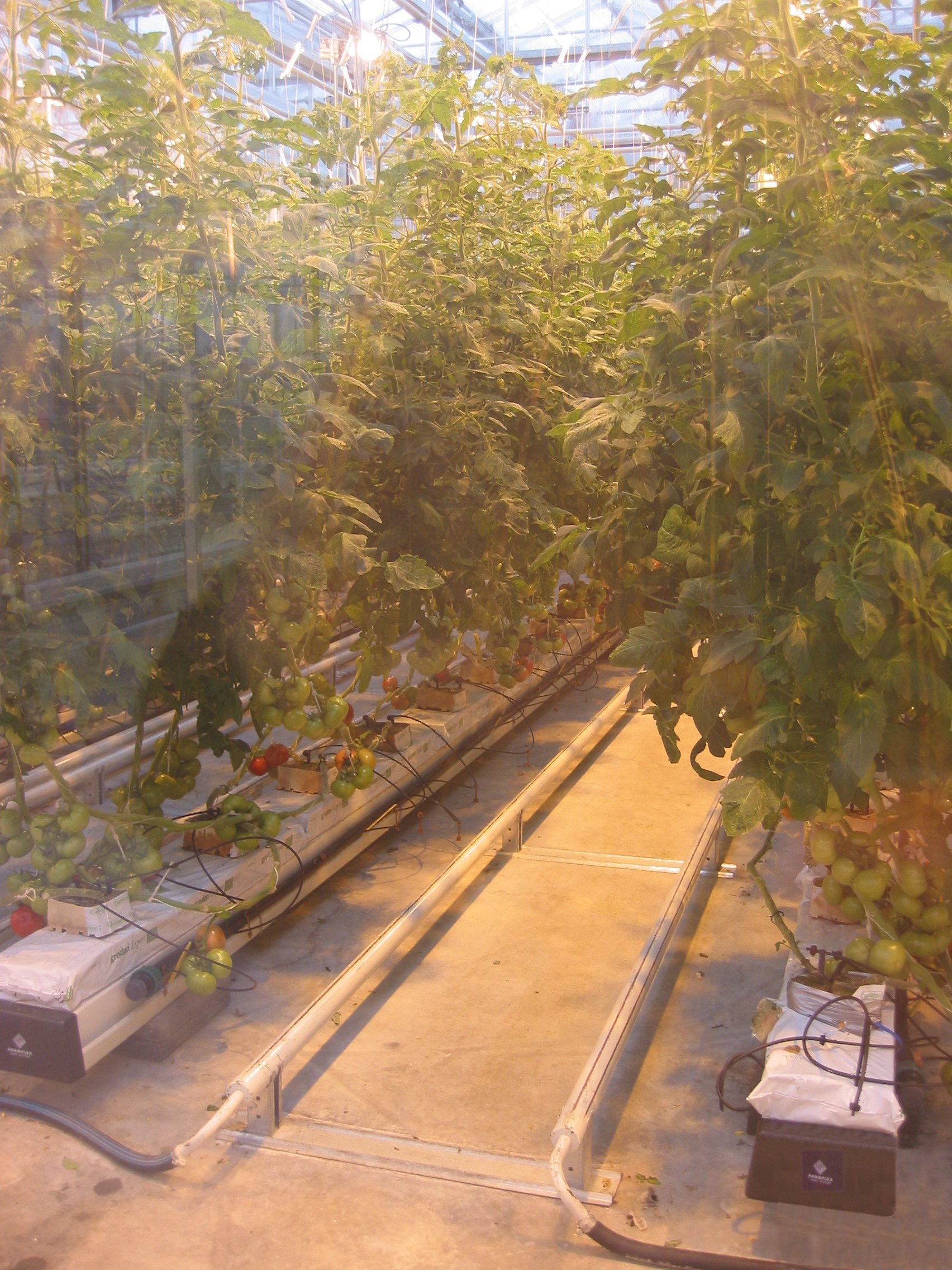
Kweken van tomaten

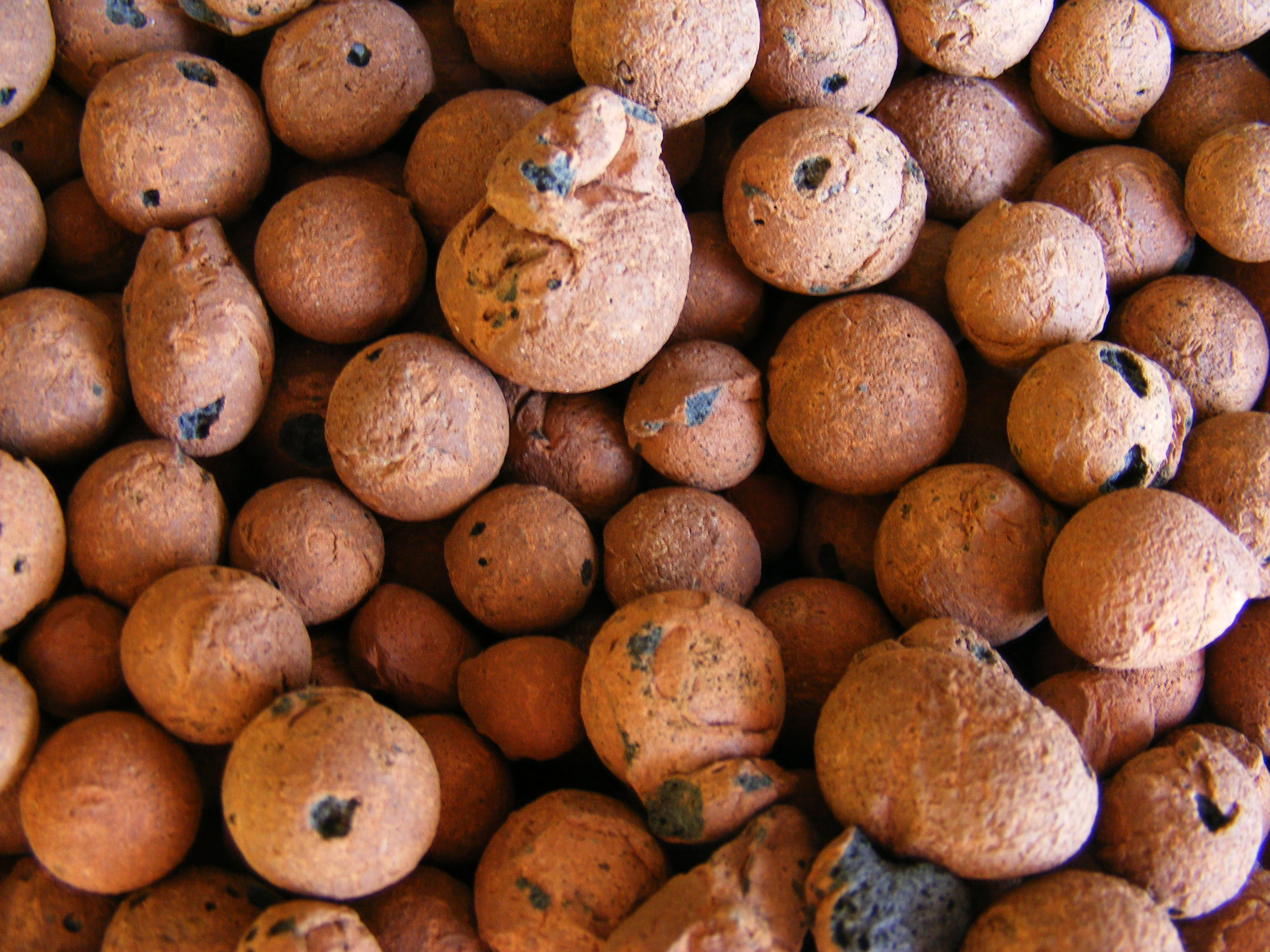
Kleikorrels voor hydrocultuur

Hydrocultuur of hydroponie is het kweken van planten in water, waaraan de noodzakelijke voedingsstoffen zijn toegevoegd. Het is een kweekwijze die steeds vaker wordt toegepast. Niet alleen voor kamerplanten, maar ook voor groenteteelt in de kas zoals van sla, tomaat en witlof.
Een belangrijk voordeel is het gemakkelijk en nauwkeurig doseren van voedingstoffen. Ook zijn veroorzakers van plantenziektes zoals schimmels en bacteriën eenvoudiger te beheersen dan bij de traditionele kweek.
De planten die in water groeien hebben een ander soort wortels. Dit komt doordat water minder zuurstof bevat dan poreuze potgrond. De planten passen zich aan door een ander type wortels te ontwikkelen, die voldoende zuurstof kunnen opnemen. Deze wortels zijn minder vertakt en hebben lange fijne haarwortels zonder wortelharen.
Er bestaan speciale plantenbakken voor hydrocultuur van kamerplanten. Het onderste gedeelte is gevuld met water, waarin zich de voedingsstoffen bevinden. Het bovenste gedeelte is gevuld met bruine kleikorrels, de wortels die daar groeien kunnen zuurstof opnemen uit de lucht. De plantenbakken zijn uitgevoerd met een waterstandmeter. Als het waterpeil beneden een kritisch punt is gedaald, moet het water weer worden aangevuld. Hydrocultuur vereist weinig intensieve zorg, daarom wordt het in kantoren en openbare gebouwen vaak toegepast.
Hydrocultuurplanten zijn over het algemeen duurder dan in de aarde gekweekte planten. Een in aardecultuur gekweekte plant kan ook worden “omgeschoold”, maar dat mislukt vaak omdat het de plant veel energie en tijd kost om andere wortels te vormen. De groei staat stil totdat de plant erin geslaagd is om andere wortels te vormen, vergelijkbaar met een op water gekweekt stekje, dat in de aarde wordt gezet.
Bolgewassen als Hippeastrum en Hyacinthus kunnen ook in hydrocultuur worden gekweekt. Dit is een goedkope methode. Er zijn speciale vazen ontwikkeld voor dit doel. De vazen worden gevuld met perliet tot het onderste twee derde deel van de bol is bedekt. Het water wordt toegevoegd tot de onderkant van de bol. Het water moet elke week worden ververst.
Soms wordt deze techniek ook gecombineerd met aquacultuur. Deze gecombineerde techniek aquaponie kent al enkel toepassingen in gesloten watersystemen. Het voordeel is dat er met een beperkte oppervlakte reeds een goed rendement is.